# Distância do epicentro

Diagrama do epicentro

A distância do epicentro ou distância epicentral refere-se à distância do solo do epicentro a um ponto especificado. Geralmente, quanto menor a distância epicentral de um terremoto da mesma escala, mais pesados serão os danos causados pelo terremoto. Pelo contrário, com o aumento da distância epicentral, os danos causados pelo terremoto são gradualmente reduzidos. Devido à limitação dos sismógrafos projetados nos primeiros anos, algumas escalas de magnitude sísmica começaram a apresentar erros quando a distância epicentral ultrapassava uma determinada faixa dos pontos de observação.  Em sismologia, a unidade dos terremotos distantes é geralmente o ° (grau), enquanto a unidade dos terremotos próximos é o km.  O símbolo Δ é usado como símbolo da distância  do epicentro.

## Método de medição

### Método de diferença horária SP
Mesmo que o ponto de profundidade  de um terremoto seja muito profundo, ele ainda pode ter uma distância epicentral muito curta. Ao medir a distância do epicentro  de um terremoto com uma pequena distância epicentral, inicialmente mede-se a leitura do movimento inicial da onda P e depois se  confirme a chegada da onda S.. O valor da distância do epicentro Δ é encontrado no tempo de deslocamento e acordo com a diferença de tempo de chegada entre a onda P e a onda S.

### Outros métodos
Se a fonte estiver muito distante, ou seja, quando a distância do epicentro for maior que 105°,  a distância epicentral não pode ser determinada de acordo com o método SP, portanto deve ser determinada com base em outros modelos de deslocamento de onda (P, PKP, PP, SKS, PS e outras ondas).

## Correlação com medição sísmica

### Definição de magnitude próxima ao terremoto
Em 1935, na ausência de escalas de magnitude sísmica eficazes, dois sismólogos do Instituto de Tecnologia da Califórnia, Charles Francis Richter e Bino Gutenberg, projetaram a escala de magnitude Richter para estudar os terremotos que ocorreram na Califórnia, EUA .  Para evitar que o resultado fosse negativo, Richter definiu um terremoto com deslocamento horizontal máximo de 1 μm (que também é a maior exatidão e precisão do sismômetro de torção Wood Anderson) registrado pelo sismômetro no ponto de observação no epicentral distância de cem quilômetros como um terremoto de magnitude 0. De acordo com esta definição, se a amplitude da onda sísmica medida pelo sismógrafo de torção Wood Anderson na distância do epicentro de 100 km for 1 mm, então a magnitude é 3.  Embora Richter et al. tentaram tornar os resultados não negativos, os sismógrafos de precisão modernos geralmente registram terremotos com escalas negativas devido à falta de limites superiores ou inferiores claros para a magnitude dos terremotos próximos. Além disso, devido à limitação do sismógrafo de torção Wood Anderson que foi usado no projeto original da escala Richter, se a escala sísmica local ML for superior a 6,8 ou a distância epicentral exceder cerca de 600 km do ponto de observação, não é aplicável.

### Cálculo da magnitude da onda de superfície
A distância do epicentro é um dos parâmetros importantes para o cálculo da magnitude das ondas superficiais . A equação para calcular a magnitude da onda de superfície é:
{\displaystyle M=\log _{10}\left({\frac {A}{T}}\right)_{\text{max}}+\sigma (\Delta )}
Dentre eles, A representa o deslocamento máximo da partícula na onda de superfície (soma de dois vetores euclidianos horizontais), em micrômetros ; T representa o período correspondente, em segundos; Δ É a distância epicentral, em graus; σ  Δ) É uma função de calibre. Normalmente, a expressão para a função de calibre é:
{\displaystyle \sigma (\Delta )=1.66\cdot \log _{10}(\Delta )+3.5}
De acordo com o padrão GB 17740-1999, 2 deslocamentos horizontais devem ser medidos ao mesmo tempo ou um oitavo de período. Se dois deslocamentos tiverem ciclos diferentes, deverá ser utilizada a soma ponderada.
{\displaystyle T={\frac {T_{N}A_{N}+T_{E}A_{E}}{A_{N}+A_{E}}}}
Dentre eles, AN representa o deslocamento no sentido norte-sul, em micrômetros; AE representa o deslocamento no sentido leste-oeste, em micrômetros; TN representa o período do AN correspondente, em segundos; TE representa o período correspondente ao AE, em segundos.
Pode-se observar que o valor do período das ondas sísmicas de superfície selecionado para diferentes distâncias epicentrais é diferente. Geralmente, os valores do ciclo podem ser buscados na tabela abaixo.
| Distância epicentral diferente（ Δ) Valor selecionado do período de onda de superfície sísmica (T) | Distância epicentral diferente（ Δ) Valor selecionado do período de onda de superfície sísmica (T) | Distância epicentral diferente（ Δ) Valor selecionado do período de onda de superfície sísmica (T) | Distância epicentral diferente（ Δ) Valor selecionado do período de onda de superfície sísmica (T) | Distância epicentral diferente（ Δ) Valor selecionado do período de onda de superfície sísmica (T) | Distância epicentral diferente（ Δ) Valor selecionado do período de onda de superfície sísmica (T) |
| Δ/°                                                                                                | T/s                                                                                                | Δ/°                                                                                                | T/s                                                                                                | Δ/°                                                                                                | T/s                                                                                                |
| -------------------------------------------------------------------------------------------------- | -------------------------------------------------------------------------------------------------- | -------------------------------------------------------------------------------------------------- | -------------------------------------------------------------------------------------------------- | -------------------------------------------------------------------------------------------------- | -------------------------------------------------------------------------------------------------- |
| 2                                                                                                  | 3~6                                                                                                | 20                                                                                                 | 9~14                                                                                               | 70                                                                                                 | 14~22                                                                                              |
| 4                                                                                                  | 4~7                                                                                                | 25                                                                                                 | 9~16                                                                                               | 80                                                                                                 | 16~22                                                                                              |
| 6                                                                                                  | 5~8                                                                                                | 30                                                                                                 | 10~16                                                                                              | 90                                                                                                 | 16~22                                                                                              |
| 8                                                                                                  | 6~9                                                                                                | 40                                                                                                 | 12~18                                                                                              | 100                                                                                                | 16~25                                                                                              |
| 10                                                                                                 | 7~10                                                                                               | 50                                                                                                 | 12~20                                                                                              | 110                                                                                                | 17~25                                                                                              |
| 15                                                                                                 | 8~12                                                                                               | 60                                                                                                 | 14~20                                                                                              | 130                                                                                                | 18~25                                                                                              |

### Relatório rápido de grandes terremotos com magnitude de onda superficial
Além do cálculo da magnitude da onda superficial (Δ≤ 15 °), as características de atenuação da onda corporal e a melhor relação de conversão entre os pontos MB e MS são formas eficazes de melhorar a longitude do relatório rápido MB de magnitude da onda corporal de grandes terremotos. É um trabalho quantitativo relevante para a realização de pesquisas sobre a medição da magnitude da onda corporal dos pontos MB registrados pelos instrumentos de curto período DD-1 e VGK.

## Correlação com epicentro

Diagrama esquemático do método de medição trilateral. O método específico para calcular o epicentro é tomar três estações como centro do círculo e desenhar um círculo no mapa com o raio da distância epicentral calculado por cada estação de acordo com a proporção correspondente. Em seguida, conecte os pontos de intersecção de cada dois círculos, e os pontos de intersecção das três cordas serão os epicentros obtidos. Em seguida, calcule a longitude e a latitude.

Antes do século 20, o método de determinação do epicentral era geralmente o método do centro geométrico. Desde o início do século 20, à medida que a tecnologia dos sismógrafos e outros instrumentos melhorou, nasceram o método de medição de estação única e o método de medição de rede. Em comparação com os três métodos, devido à influência da estrutura irregular da crosta terrestre na propagação dos raios sísmicos,  o método de medição em rede apresenta a maior precisão, enquanto o método do centro geométrico apresenta a menor precisão.

### Método do centro geométrico
Antes do século 20, na ausência de registros instrumentais, a posição do epicentro dos terremotos era determinada pelo epicentro macroscópico com base na extensão do dano, portanto, do centro geométrico da área do epicentro - a área próxima ao epicentro onde o dano foi maior. Devido à incapacidade de determinar o alcance preciso da região polar, erros eram frequentemente causados.

### Método de medição de estação única
Devido às diferentes velocidades de propagação de várias ondas sísmicas em diferentes regiões e profundidades, aquelas com velocidades ou diâmetros de onda rápidos chegam primeiro à estação, seguidas por outras ondas, com diferenças de tempo entre elas.  A distância  do epicentro,  a profundidade da fonte e a diferença de tempo de várias ondas registradas podem ser compiladas em curvas de distância no tempo e horários de viagem adequados para uso local. Quando ocorre um terremoto em um determinado local, aquele que analisa pode medir a diferença de tempo das várias ondas do terremoto a partir do sismograma e calcular a distância epicentral comparando-a com o horário de viagem preparado ou aplicando a fórmula. Posteriormente, é necessário determinar o ângulo de azimute . Transformando as amplitudes iniciais do movimento em duas direções horizontais em deslocamentos do movimento do solo, o ângulo azimutal pode ser determinado usando uma função trigonométrica . Após o cálculo do azimute e da distância epicentral, a posição do epicentro pode ser facilmente encontrada. Este método é chamado de método de medição de estação única.

### Método de medição de rede
Quando a distância epicentral é calculada por pelo menos três estações sísmicas, a localização do epicentro pode ser determinada atráves de triangulação. Este método de medição de epicentros através de instrumentos, mais conhecidos como epicentros microscópicos, é denominado método de medição de rede. O método específico é feito desenhando um círculo no mapa tendo as três estações como centro do círculo e a distância do epicentro é calculada com o raio de acordo com a proporção correspondente. Então, a intersecção de cada dois círculos é conectada e os pontos de intersecção das três pontos são o epicentro obtido. Em seguida, são calculadas a latitude e a longitude (sistema de coordenadas geográficas ).

### Classificação sísmica
A distância do epicentro também desempenha um papel único na classificação dos terremotos. O mesmo terremoto tem nomes diferentes quando observado em distâncias diferentes, próximos ou a distância. De acordo com a distância epicentral, os terremotos podem ser divididos em três categorias: 
- Terremoto local: Δ＜ 100km.

- Perto do terremoto: 100km ≤ Δ≤ 1000km.

- Terremoto distante: Δ> 1000 km.

### Estudo de fase sísmica
A distância do epicentro é diferente e as fases sísmicas repercutem  em diferentes padrões no mapa de registro sísmico devido aos efeitos combinados da fonte, da profundidade da fonte e da propagação dos choques sísmicos. Portanto, com diferentes distâncias epicentrais, a determinação dos parâmetros sísmicos será diferente. Dada a distância do epicentro dos pontos de observação, é mais fácil distinguir fases sísmicas complexas e diferentes, que são geralmente avaliadas de acordo com a situação geral dos registos sísmicos no mapa de registo. O tamanho, a distância e a profundidade dos terremotos têm características distintas. Quanto mais próxima estiver a fonte, menor será a duração da vibração; quanto mais longe estiver a fonte, maior será a duração.